# Chemical Assault
Chemical Assault è il primo album in studio della band thrash metal brasiliana Violator, pubblicato nel 2006. Ristampato dalla Earache Records, l'album presenta tracce ricalcanti chiaramente il modello di Thrash Metal degli anni '80, con tempi di batteria molto rapidi e riff fulminei e serpentini.

## Tracce
1. Atomic Nightmare – 3:39
2. UxFxTx – 3:38
3. Destined to Die – 4:40
4. Addicted to Mosh – 3:25
5. Brainwash Possession – 3:35
6. Ordered to Thrash – 2:55
7. Toxic Death – 3:32
8. Lethal Injection – 3:13
9. The Plague Returns – 3:34
10. After Nuclear Devastation – 5:02

## Formazione
- Pedro "Poney Ret" - basso, voce
- Pedro "Capaça" - chitarra
- Márcio "Cambito" - chitarra
- David "Batera" Araya - batteria